# الجفاف في أستراليا

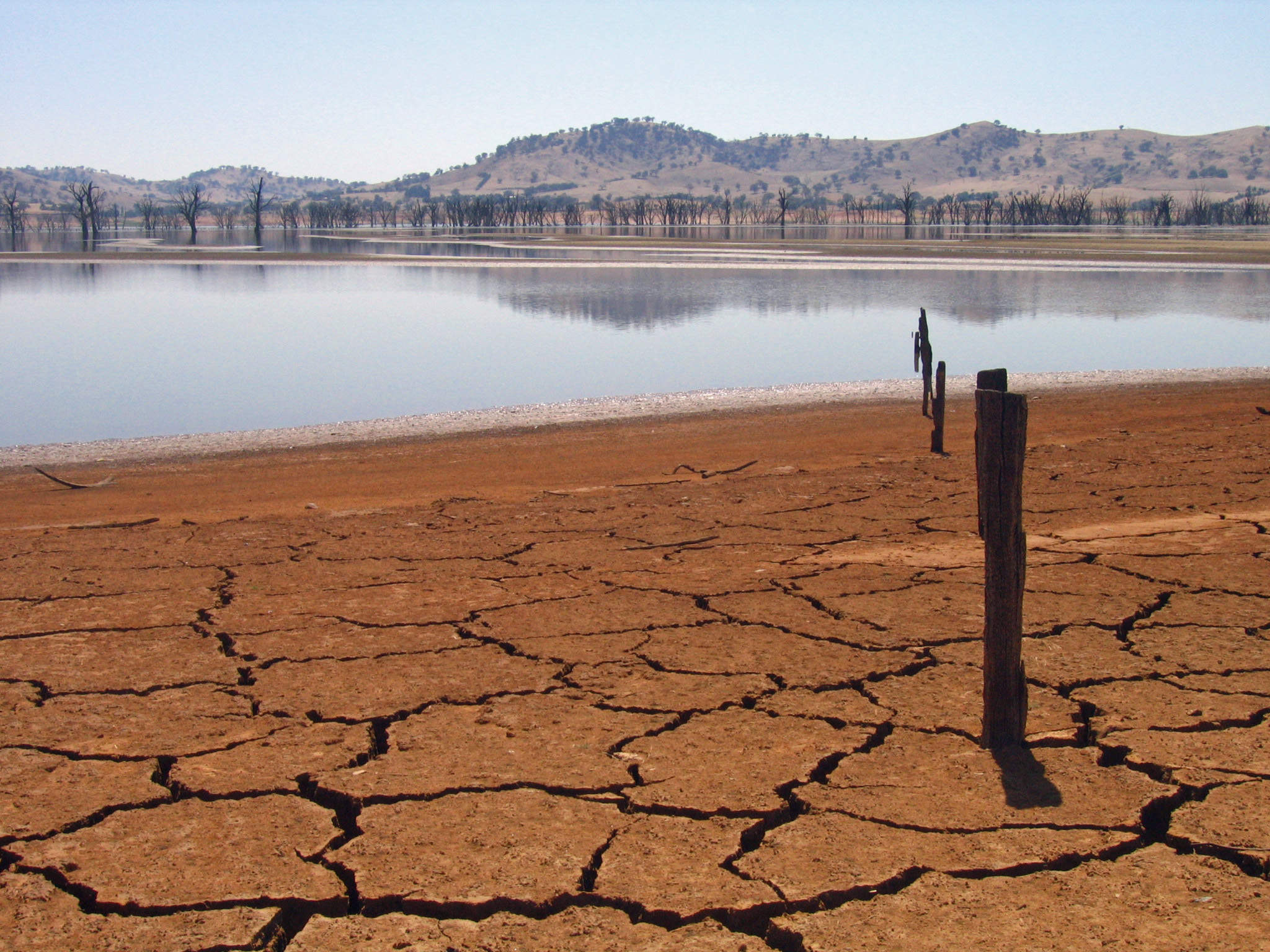
بحيرة هيوم جافة عام 2007.

يُعرّف مكتب الأرصاد الجوية الأسترالي ظاهرة الجفاف بأنها أقل معدلات هطول الأمطار المُسجلة خلال مدة ثلاثة أشهر في تلك المنطقة. ويحدّد هذا التعريف أن الجفاف عبارة عن مصطلح نسبي، إذ يلزم مقارنة أوجه القصور بين معدلات هطول الأمطار في تلك المنطقة ومعدلات الهطول النموذجية، بما في ذلك التغيرات الموسمية. وعلى وجه التحديد، يُعرَّف الجفاف في أستراليا فيما يتعلق بانخفاض معدلات الأمطار في المناطق الرعوية، ويحدّده التحليل الإحصائي المُطبق على منطقة معينة. لاحظ أن هذا التعريف لا يستخدم معدلات هطول الأمطار إلا بسبب توفر السجلات طويلة الأمد على نطاق واسع في معظم أنحاء أستراليا. ومع ذلك، فإنه لا يهتم بالمتغيرات والعوامل الأخرى التي قد تكون هامة في ترسيخ توازن المياه السطحية، مثل التبخر والتكاثف.
أصبحت السجلات المناخية التاريخية الآن موثوقة بما يكفي لموجز التغيرات المناخية مع مراعاة التوقعات المناخية بالنسبة لكل منطقة. تُظهر سجلات مكتب الأرصاد الجوية الأسترالي منذ ستينيات القرن التاسع عشر حدوث حالة جفاف «شديد» في أستراليا بمعدل مرة كل 18 سنة. يكون الإعلان عن حدوث ظاهرة الجفاف من مسؤولية البرلمانات والحكومة الأسترالية، ويأخذ الإعلان في الاعتبار عوامل أخرى غير معدلات هطول الأمطار.
حدثت أقسى حالات الجفاف، والتي أثرت بشكل كبير على البلاد، في القرن الحادي والعشرين ــبين 2003 و2012، و2017 إلى الوقت الحالي. حتى أواخر 2019، ما تزال مناطق عديدة من أستراليا تعاني من الجفاف الشديد، إذ أظهرت سجلات معدل هطول الأمطار انخفاضًا ملحوظًا في معدلات الهطول منذ عام 1994. ازدادت أوجه القصور في معدلات هطول الأمطار في شمال أستراليا في الفترة ما بين 2013-2014، ما أدى إلى فترة جفاف امتدت إلى بعض من أجزاء كوينزلاند. بين 2017 و2019، تفاقم الجفاف الشديد مرة أخرى ليصل إلى معظم أنحاء أستراليا الشرقية والداخلية، بما في ذلك كوينزلاند ونيو ساوث ويلز وفيكتوريا، إذ امتد أيضًا إلى أجزاء من جنوب وغرب أستراليا.

## الجفاف في القرن العشرين

### الجفاف في فترة اتحاد أستراليا
في فترة اتحاد أستراليا، عانت المنطقة من حالات جفاف شديدة وقاسية. إذ انخفضت معدلات الهطول بشكل كبير لسنوات عديدة في معظم أنحاء أستراليا. خلال فترة الجفاف، خسرت أستراليا محصول القمح بالكامل، وجفّ نهر دارلينج في بورك ونيو ساوث ويلز لأكثر من عام، من أبريل عام 1902 إلى مايو عام 1903، ما أدّى إلى تزايد القلق بشأن إمدادات المياه في مدينة سيدني. بحلول عام 1902، انخفض عدد الخراف في أستراليا عن معدل عام 1891 البالغ 106 مليون إلى أقل من 54 مليون خروف. وانخفضت أعداد الماشية بنسبة تفوق 40 في المائة. ولم تتجاوز أعداد الخراف إلى 100 مليون مرة أخرى حتى عام 1925.
في الفترة ما بين 1911-1915، عانت أستراليا من حالة جفاف شديدة، ما أدى إلى خسارة محصول القمح لعام 1914. خلال الفترة من 1918 إلى 1920، شهدت ولاية كوينزلاند ونيو ساوث ويلز وجنوب أستراليا والإقليم الشمالي (منطقة داروين-دالي ووترز ووسط أستراليا) وأستراليا الغربية (منطقة فورتسكيو) وفيكتوريا وتسمانيا، حالة من الجفاف الشديد.

### حالات جفاف أخرى حدثت في القرن العشرين

#### الجفاف بين عامي 1937 – 1947
خلال الحرب العالمية الثانية، شَهِدَ شرق أستراليا ظروف جفاف قاسية، والتي استمرت من 1937 إلى 1947، مع مرور فترة قصيرة خالية من الجفاف. تزامنت نهاية الجفاف مع سلسلة الرماد بين عامي 1946-1947؛ إذ تساقطت الأمطار طوال فترة مباريات الكريكت (25 مباراة)، بما في ذلك حدوث عاصفتين مطريتين أثناء التيست الأول من المباريات في ملعب بريزبان وعاصفة أخرى في التيست الثاني من المباريات في ملعب سيدني.

#### الجفاف في عام 1960
بين عامي 1965 و1968، شهد شرق أستراليا مرة أخرى حالة من الجفاف الشديد، إذ نتج عنه الكثير من التأثيرات القاسية. عانت المنطقة من مناخ جاف منذ 1957، ثم انتشر الجفاف إلى أماكن أخرى خلال صيف 1964/1965. وقد ساهم هذا الجفاف في نشوب حرائق تسمانيا في عام 1967 والتي أودت بحياة 62 شخص ودمرت 400 ,1 منزل في يوم واحد فقط.

#### الجفاف في عام 1980
يعتبر الجفاف في الفترة ما بين 1982-1983 أشد حالات الجفاف التي قد حدثت في القرن العشرين، ويعود ذلك إلى الانخفاض الهائل في معدلات هطول الأمطار والذي استمر إلى نحو عام كامل. حدثت العديد من العواصف الرملية الشديدة في شمال غرب فيكتوريا واندلعت الحرائق في غابات جنوب شرق أستراليا في فبراير 1983، والتي أسفرت عن مقتل 75 شخص. وقد انتهى هذا الجفاف في مارس، عندما أصبحت منطقة مونسون (منطقة التقارب بين المدارين) على شكل إعصار خارج استوائي اجتاح داخل أستراليا ثم وصل إلى الجنوب الشرقي، في منتصف مارس إلى أواخره.